# Hitman: Codename 47
Hitman: Codename 47 é um jogo eletrônico de tiro em terceira pessoa e de furtividade desenvolvido pela IO Interactive e publicado pela Eidos Interactive. O jogo é o primeiro título da franquia Hitman e foi lançado em novembro de 2000 exclusivo para PC. Ele foi sucedido por seis outros jogos principais da franquia.
A história é centrada no assassino de aluguel Agente 47, um clone humano geneticamente aprimorado que é rigorosamente treinado como um supersoldado. Ao escapar de uma instalação de testes, 47 é contratado pela Agência Internacional de Contratos (em inglês:  International Contract Agency, ICA), uma organização global de assassinatos de aluguel. Suas missões o levam a locais exóticos na Ásia, Europa e América do Sul para assassinar chefões do crime.

## Jogabilidade
| “                                 | "Um homem careca acorda em uma cela acolchoada com um código de barras enigmático no pescoço, assombrado por pesadelos. Ele logo percebe que tem um único propósito na vida — ele é um clone, nascido e criado para assassinatos por encomenda." | ” |
| — O manual de Hitman: Codename 47 | |   |

Hitman: Codename 47 é apresentado na perspectiva de terceira pessoa, mas a configuração de controle é semelhante à de um jogo de tiro em primeira pessoa, já que os movimentos de 47 são restritos a girar, desviar e mover-se para frente e para trás. Cada nível se passa em um ambiente de mundo semiaberto, povoado por personagens não-jogáveis (NPC), como civis e guardas armados. A jogabilidade gira em torno de encontrar maneiras de alcançar e eliminar furtivamente cada alvo; para isso, os jogadores podem usar várias ferramentas, incluindo disfarces e armas suprimidas. No entanto, alguns níveis são mais focados em ação e não apresentam a furtividade como uma possibilidade, em vez disso, jogando como um jogo de tiro em terceira pessoa tradicional.
Embora os critérios da missão possam variar, o objetivo costuma ser encontrar o alvo designado para 47 e matá-lo por qualquer meio possível. Embora o caminho possa parecer linear, é possível, por meio de várias maneiras, cumprir a missão e abordar um alvo diretamente sem provocar uma represália violenta. O jogo enfatiza essencialmente a furtividade e as mortes silenciosas de modo que o jogador não sejaatacado pelos guardas. Penalidades na forma de deduções financeiras são aplicadas se o jogador matar civis; o jogo justifica a dedução por ter que enviar um "agente de limpeza" para o local para garantir que não haja nada na cena que ligue o assassino à Agência, e isso inclui subornar testemunhas e jornalistas. Como o dinheiro é usado para comprar armas e munição durante o jogo, isso pressiona o jogador a utilizar mecânicas de furtividade, disfarce e combate corpo a corpo como o método mais econômico para eliminar os alvos.
O jogador pode espiar usando a função lean, que pede para o jogador inclinar levemente para o lado. 47 é capaz de subir escadas, mas não pode se defender com uma arma enquanto sobe. Além disso, só pode pular de uma varanda à outra. Há um cursor na tela para indicar em qual direção 47 ataca. A tela heads-up inclui uma barra que mede a saúde de 47, capacidade de munição, durabilidade de kevlar e o item atual selecionado. Às vezes aparecem mensagens de alerta no canto da tela. Isso ocorre sempre que os inimigos descobrem um corpo no mapa ou se 47 está sob suspeita. O armamento de 47 consiste em várias armas de fogo de curto e longo alcance, fio de garrote e uma faca. As armas de fogo geralmente têm um bom alcance, enquanto as espingardas e metralhadoras diminuem em precisão quanto mais longe o 47 estiver do seu alvo. 47 também pode se equipar com um rifle, escondido em uma mala especial, que deve ser remontada antes que ele possa usá-lo. Depois de usar o rifle, 47 pode desmontá-lo e colocar na mala novamente.
O disfarce é o principal papel na jogabilidade. Sempre que um personagem não-jogador é morto, 47 pode personalizar suas roupas. Isso é necessário para acessar áreas restritas onde apenas os guardas podem entrar. No início de cada nível, 47 começa com uma roupa padrão, que é o terno de marca registrada e gravata vermelha, que depois é dobrada e deixada no chão sempre que 47 muda de roupa. O jogador pode substituir a roupa de 47 pela anterior simplesmente se aproximando deles e selecionando a opção. No caso de 47 adotar as roupas de alguém que ele aniquilou, seu disfarce será comprometido assim que o corpo for descoberto. 47 cria som enquanto caminha, o que alerta qualquer personagem hostil. Para se mover sem ser detectado, o jogador pode usar a função sneak, que faz com que 47 se agache e se mova de maneira perseguidora. Ela também permite 47 recuperar uma arma de seu inventário sem que ninguém a ouça. Se 47 estiver em pé quando o jogador sacar uma arma, ele alerta os personagens próximos. Os mortos podem ser arrastados a qualquer momento. Se alguém no mapa vê um corpo no chão, ele cria atenção indesejada para 47. Ao arrastar, 47 levanta a perna ou o braço mais próximo e começa a erguê-lo quando o movimento é feito pelo jogador.

## Sinopse
O jogo começa quando um homem é despertado no porão de um sanatório por um desconhecido através de um alto-falante. Dado o apelido de "Sujeito 47", 47 passa por um curso de treinamento de atletismo, armas de fogo e aniquilações, antes de usar essas habilidades para escapar do sanatório usando o uniforme de um guarda morto. Desconhecido para 47, o homem se diverte em testemunhar sua fuga. Um ano depois, 47 se junta à Agência Internacional de Contratos (ICA), uma organização global especializada na execução de assassinatos para vários clientes, onde ele recebe a identidade de "Agente 47" e recebe instruções de contratos de sua controladora, Diana Burnwood.
Ao longo do ano, 47 recebe contratos para liquidar quatro homens diferentes de várias maneiras: o chefe do crime da Tríade, Lee Hong em Hong Kong, enfraquecendo sua posição, provocando uma guerra de gangues; o traficante Pablo Belisario Ochoa na Colômbia, por meio de uma operação antidrogas; O mercenário austríaco Frantz Fuchs, em Budapeste, junto com seu irmão, que planeja detonar uma bomba durante uma conferência internacional; e o armador Arkadij Jegorov em Roterdã, que está tentando vender uma ogiva nuclear para um grupo extremista. Após a conclusão de cada morte, 47 encontra cartas em cada alvo falando sobre si mesmo, um projeto sobre um "humano experimental" e um quinto homem chamado Professor Ort-Meyer.
Diana logo entra em contato com 47 com a notícia de que todos os quatro alvos serviram na mesma unidade da Legião Estrangeira Francesa no Vietnã. O cliente de cada morto foi considerado o mesmo em cada caso, o que era contra as regras da ICA, levando 47 a receber mais uma missão: aniquilar um médico em um sanatório na Romênia, a mesma instalação da qual ele escapou. Quando 47 chega e aniquila-o, assim como as forças especiais romenas invadem o prédio, ele reconhece o alvo como assistente de Ort-Meyer e logo descobre a verdade de sua existência: 47 foi o produto de um experimento de clonagem que combinou o DNA de Ort-Meyer com os de Hong, Ochoa, Fuchs e Jegorov, para criar um humano impecável, com Ort-Meyer orquestrando sua fuga para testar seu desempenho no mundo real.
Com a ajuda de um agente da ICA, 47 localiza Ort-Meyer em um laboratório escondido no sanatório e descobre que o professor queria que os outros homens fossem mortos porque procuravam usar o projeto para seus próprios fins. Vendo 47 como uma ameaça, Ort-Meyer envia um esquadrão de clones apelidados de "Sujeito 48", uma réplica perfeita de 47 que é irracional e leal, e os faz atacá-lo. 47 supera a todos com seu treinamento e experiências superiores, após o que ele fez ao 48 para matar Ort-Meyer. Enquanto sangra-se no chão, Ort-Meyer lamenta que ele não tenha sido capaz de reconhecer "seu próprio filho" e aceita sua morte pelas mãos de 47, que posteriormente parte o pescoço.

## Desenvolvimento
Hitman: Codename 47 foi desenvolvido pela IO Interactive. Inicialmente, a equipe planejava criar um MMO chamado Rex Dominus, mas a Nordisk Film, parceira da IO, pediu que focassem em um jogo de tiro mais simples. Inspirados nos filmes de John Woo, a equipe optou por um jogo de ação para PCs, aproveitando os avanços nas capacidades gráficas 3D.
Durante o desenvolvimento, criaram a Glacier, uma engine própria que permitia a implementação de física avançada para cadáveres (ragdoll physics), algo pioneiro na época. Esse sistema chamou a atenção da editora britânica Eidos Interactive, que fechou um acordo de publicação. Jonas Eneroth, produtor executivo, influenciou a mudança de um estilo de "ação frenética" para uma experiência mais metódica, inspirada em jogos como Deus Ex e Thief.
Jesper Kyd compôs a trilha sonora do jogo, misturando sons urbanos e instrumentos étnicos. Ele continuou compondo para as sequências Silent Assassin, Contracts e Blood Money. foi um dos primeiros jogos a usar a Física Ragdoll. Esse jogo também apresenta a Simulação de Tecido e física de folhagens.

## Recepção
Hitman: Codename 47 recebeu avaliações mistas dos críticos, que elogiaram a abordagem única à jogabilidade furtiva, considerada revolucionária na época, mas criticaram sua dificuldade, controles e problemas técnicos. O jogo vendeu mais de 500.000 unidades até 2009. O Eurogamer deu ao jogo 8/10 na época.
Jim Preston fez uma resenha da versão para PC do jogo para a Next Generation, classificando-a em três estrelas de cinco, e afirmou que "uma obra-prima profundamente falha e que, no entanto, irá recompensar os jogadores que perdoam". Hitman: Codename 47 recebeu críticas "mistas ou médias", de acordo com o site agregador de notas Metacritic.
O Codename 47 recebeu um prêmio de vendas "Silver" da Entertainment and Leisure Software Publishers Association (ELSPA), indicando pelo menos 100 mil vendas no Reino Unido. O jogo lançou a franquia de vídeo game Hitman, começando com a primeira sequência, Hitman 2: Silent Assassin, em 2002.